# Natação no Campeonato Europeu de Esportes Aquáticos de 2014 - 100 m livre masculino
A prova dos 100 metros livre masculino da natação no Campeonato Europeu de Esportes Aquáticos de 2014 ocorreu nos dias 21 e 22 de agosto em Berlim, na Alemanha.

## Calendário
| Fase          | Data         | Hora  |
| ------------- | ------------ | ----- |
| Eliminatórias | 21 de agosto | 09:54 |
| Semifinal     | 21 de agosto | 18:24 |
| Final         | 22 de agosto | 18:47 |

Todos os horários estão no horário local (UTC+1)

## Recordes
Antes desta competição, os recordes eram os seguintes:
| Recorde mundial       | César Cielo   | 46.91 | Roma      | 30 de julho de 2009 |
| Recorde europeu       | Alain Bernard | 47.12 | Roma      | 30 de julho de 2009 |
| Recorde do campeonato | Alain Bernard | 47.50 | Eindhoven | 22 de março de 2008 |

## Medalhistas
| Ouro                   | Prata              | Bronze              |
| Florent Manaudou (FRA) | Fabien Gilot (FRA) | Luca Leonardi (ITA) |

## Resultados

### Eliminatórias
Esses foram os resultados das eliminatórias.
| Pos. | Bateria | Raia | Nadador               | Nacionalidade        | Tempo | Notas |
| ---- | ------- | ---- | --------------------- | -------------------- | ----- | ----- |
| 1    | 8       | 2    | Luca Leonardi         | Itália               | 48.66 | Q     |
| 2    | 7       | 5    | Luca Dotto            | Itália               | 48.84 | Q     |
| 3    | 7       | 7    | Dominik Kozma         | Hungria              | 48.86 | Q     |
| 4    | 8       | 6    | Sebastiaan Verschuren | Países Baixos        | 48.92 | Q     |
| 5    | 8       | 3    | Alexander Sukhorukov  | Rússia               | 48.93 | Q     |
| 6    | 7       | 6    | Marco Orsi            | Itália               | 48.94 |       |
| 7    | 6       | 6    | Sergey Fesikov        | Rússia               | 48.97 | Q     |
| 8    | 7       | 4    | Andrey Grechin        | Rússia               | 49.05 |       |
| 9    | 6       | 4    | Fabien Gilot          | França               | 49.08 | Q     |
| 10   | 6       | 5    | Pieter Timmers        | Bélgica              | 49.14 | Q     |
| 10   | 8       | 4    | Vladimir Morozov      | Rússia               | 49.14 |       |
| 12   | 6       | 7    | Markus Deibler        | Alemanha             | 49.19 | Q     |
| 13   | 7       | 3    | Florent Manaudou      | França               | 49.24 | Q     |
| 13   | 7       | 2    | Filippo Magnini       | Itália               | 49.24 |       |
| 15   | 4       | 8    | Marius Radu           | Roménia              | 49.28 | Q     |
| 16   | 5       | 6    | Kristian Gkolomeev    | Grécia               | 49.49 | Q     |
| 17   | 8       | 1    | Grégory Mallet        | França               | 49.57 |       |
| 18   | 7       | 1    | Kacper Majchrzak      | Polónia              | 49.58 | Q     |
| 19   | 6       | 2    | Christos Katrantzis   | Grécia               | 49.62 | Q     |
| 20   | 5       | 5    | Markel Alberdi        | Espanha              | 49.66 | Q     |
| 21   | 6       | 3    | Mehdy Metella         | França               | 49.68 |       |
| 22   | 8       | 0    | Ben Proud             | Reino Unido          | 49.70 | Q     |
| 23   | 7       | 0    | Jasper Aerents        | Bélgica              | 49.77 |       |
| 24   | 8       | 8    | Arseni Kukharau       | Bielorrússia         | 49.80 |       |
| 25   | 5       | 8    | Mindaugas Sadauskas   | Lituânia             | 49.84 |       |
| 26   | 4       | 9    | Baslakov İskender     | Turquia              | 49.89 |       |
| 27   | 6       | 8    | Emmanuel Vanluchene   | Bélgica              | 50.07 |       |
| 28   | 4       | 6    | Christoffer Carlsen   | Suécia               | 50.09 |       |
| 29   | 5       | 4    | Krisztián Takács      | Hungria              | 50.11 |       |
| 30   | 5       | 1    | Sebastian Szczepański | Polónia              | 50.12 |       |
| 31   | 5       | 3    | Péter Holoda          | Hungria              | 50.14 |       |
| 32   | 6       | 9    | Martin Verner         | Chéquia              | 50.18 |       |
| 33   | 8       | 7    | Doğa Çelik            | Turquia              | 50.25 |       |
| 34   | 4       | 1    | Mislav Sever          | Croácia              | 50.28 |       |
| 35   | 5       | 2    | Glenn Surgeloose      | Bélgica              | 50.29 |       |
| 36   | 4       | 7    | Alexi Konovalov       | Israel               | 50.34 |       |
| 37   | 8       | 9    | Pjotr Degtjarjov      | Estónia              | 50.44 |       |
| 38   | 3       | 1    | Ari-Pekka Liukkonen   | Finlândia            | 50.45 |       |
| 39   | 4       | 3    | Joost Reijns          | Países Baixos        | 50.53 |       |
| 40   | 4       | 5    | Sidni Hoxha           | Albânia              | 50.54 |       |
| 40   | 7       | 9    | Norbert Trandafir     | Roménia              | 50.54 |       |
| 42   | 1       | 1    | Tadas Duškinas        | Lituânia             | 50.58 |       |
| 43   | 3       | 4    | Radovan Siljevski     | Sérvia               | 50.60 |       |
| 44   | 5       | 7    | Mario Todorović       | Croácia              | 50.61 |       |
| 45   | 2       | 6    | Daniel Macovei        | Roménia              | 50.62 |       |
| 46   | 5       | 9    | Simonas Bilis         | Lituânia             | 50.63 |       |
| 47   | 6       | 1    | Bruno Ortiz-Cañavate  | Espanha              | 50.64 |       |
| 48   | 3       | 5    | Pawel Werner          | Polónia              | 50.75 |       |
| 49   | 2       | 2    | Alexandre Haldemann   | Suíça                | 50.80 |       |
| 50   | 3       | 8    | Dawid Zieliński       | Polónia              | 50.86 |       |
| 51   | 3       | 6    | Alexander Nyström     | Suécia               | 50.91 |       |
| 52   | 5       | 0    | David Gamburg         | Israel               | 50.92 |       |
| 53   | 2       | 5    | Christian Scherübl    | Áustria              | 51.03 |       |
| 54   | 1       | 4    | Ensar Hajder          | Bósnia e Herzegovina | 51.05 |       |
| 55   | 4       | 0    | Oscar Ekström         | Suécia               | 51.15 |       |
| 55   | 3       | 7    | David Karasek         | Suíça                | 51.15 |       |
| 57   | 4       | 4    | Ivan Levaj            | Croácia              | 51.20 |       |
| 58   | 2       | 1    | Felix Auböck          | Áustria              | 51.22 |       |
| 59   | 6       | 0    | Miguel Ortiz-Cañavate | Espanha              | 51.27 |       |
| 59   | 2       | 3    | Gustav Aberg          | Suécia               | 51.27 |       |
| 61   | 3       | 9    | Boris Stojanović      | Sérvia               | 51.30 |       |
| 62   | 3       | 2    | Almog Olshtein        | Israel               | 51.40 |       |
| 63   | 1       | 3    | Deividas Margevičius  | Lituânia             | 51.56 |       |
| 64   | 3       | 0    | Julien Henx           | Luxemburgo           | 51.58 |       |
| 65   | 2       | 4    | Daniel Skaaning       | Dinamarca            | 51.59 |       |
| 66   | 3       | 3    | Nikša Stojkovski      | Croácia              | 51.71 |       |
| 67   | 2       | 8    | Alin Coste            | Roménia              | 51.75 |       |
| 68   | 2       | 7    | Martin Zhelev         | Bulgária             | 51.84 |       |
| 69   | 2       | 0    | Michal Navara         | Eslováquia           | 51.85 |       |
| 70   | 1       | 5    | Heiko Gigler          | Áustria              | 52.28 |       |
| 71   | 2       | 9    | Davit Sikharulidze    | Geórgia              | 52.30 |       |
| 72   | 1       | 2    | Alexandre Bakhtiarov  | Chipre               | 52.75 |       |
| 73   | 1       | 6    | Arnel Dudić           | Bósnia e Herzegovina | 53.12 |       |
| 74   | 1       | 7    | Fred Karu             | Estónia              | 54.65 |       |
| —    | 4       | 2    | Nimrod Shapira Bar-Or | Israel               |       | DNS   |
| —    | 7       | 8    | Kemal Arda Gürdal     | Turquia              |       | DNS   |
| —    | 8       | 5    | Paul Biedermann       | Alemanha             |       | DNS   |

### Semifinal
Esses foram os resultados das semifinais.
Semifinal 1
| Pos. | Raia | Nadador               | Nacionalidade | Tempo | Notas |
| ---- | ---- | --------------------- | ------------- | ----- | ----- |
| 1    | 2    | Florent Manaudou      | França        | 48.61 | Q     |
| 2    | 4    | Luca Dotto            | Itália        | 48.68 | Q     |
| 3    | 3    | Sergey Fesikov        | Rússia        | 48.91 | Q     |
| 4    | 6    | Pieter Timmers        | Bélgica       | 48.96 |       |
| 5    | 5    | Sebastiaan Verschuren | Países Baixos | 49.05 |       |
| 6    | 1    | Christos Katrantzis   | Grécia        | 49.07 |       |
| 7    | 8    | Ben Proud             | Reino Unido   | 49.33 |       |
| 8    | 7    | Kristian Gkolomeev    | Grécia        | 49.73 |       |

Semifinal 2
| Pos. | Raia | Nadador              | Nacionalidade | Tempo | Notas |
| ---- | ---- | -------------------- | ------------- | ----- | ----- |
| 1    | 4    | Luca Leonardi        | Itália        | 48.67 | Q     |
| 1    | 6    | Fabien Gilot         | França        | 48.67 | Q     |
| 3    | 5    | Dominik Kozma        | Hungria       | 48.83 | Q     |
| 4    | 3    | Alexander Sukhorukov | Rússia        | 48.94 | Q     |
| 5    | 7    | Marius Radu          | Roménia       | 48.95 | Q     |
| 6    | 2    | Markus Deibler       | Alemanha      | 49.13 |       |
| 7    | 1    | Kacper Majchrzak     | Polónia       | 49.18 |       |
| 8    | 8    | Markel Alberdi       | Espanha       | 49.55 |       |

### Final
Esse foi o resultado da final.
| Pos.              | Raia | Nadador              | Nacionalidade | Tempo | Notas |
| ----------------- | ---- | -------------------- | ------------- | ----- | ----- |
| Medalha de ouro   | 4    | Florent Manaudou     | França        | 47.98 |       |
| Medalha de prata  | 5    | Fabien Gilot         | França        | 48.36 |       |
| Medalha de bronze | 3    | Luca Leonardi        | Itália        | 48.38 |       |
| 4                 | 1    | Alexander Sukhorukov | Rússia        | 48.52 |       |
| 5                 | 6    | Luca Dotto           | Itália        | 48.58 |       |
| 6                 | 2    | Dominik Kozma        | Hungria       | 48.76 |       |
| 7                 | 7    | Sergey Fesikov       | Rússia        | 48.82 |       |
| 8                 | 8    | Marius Radu          | Roménia       | 49.05 |       |

Legenda
| Recorde mundial       | Recorde mundial (World record)               |                       | Recorde africano                      | Recorde africano (African) |                                           | Q | Classificado por posição (Qualified) |
| Recorde do campeonato | Recorde do campeonato (Championship record)  | Recorde da América    | Recorde da América (Americas)         | q                          | Classificado por melhor tempo (Qualified) |   |                                      |
| Melhor marca do ano   | Melhor marca do ano (World leading)          | Recorde asiático      | Recorde asiático (Asian)              | DNS                        | Não largou (Did not start)                |   |                                      |
| Recorde nacional      | Recorde nacional (National record)           | Recorde europeu       | Recorde europeu (European)            | DNF                        | Não terminou (Did not finish)             |   |                                      |
| Recorde pessoal       | Recorde pessoal do atleta (Personal best)    | Recorde da Oceania    | Recorde da Oceania (Oceania)          | DSQ / DQ                   | Desclassificado (Disqualified)            |   |                                      |
| Recorde da temporada  | Recorde da temporada do atleta (Season best) | Recorde sul-americano | Recorde sul-americano (South America) | NM                         | Sem marca (No mark)                       |   |                                      |